# Joeropsis dubia
Joeropsis dubia là một loài chân đều trong họ Joeropsididae. Loài này được Menzies miêu tả khoa học năm 1951.